# Королівський палац в Аранхуесі
Королівський палац в Аранхуесі (ісп. Palacio Real de Aranjuez) — одна з іспанських королівських резиденцій, розташована у місті Аранхуес, автономне співтовариство Мадрид, Іспанія. Палац відкритий для відвідувачів як одна з Іспанських королівських резиденцій. Палац разом з садами включений до Світової Спадщини ЮНЕСКО як видатна пам'ятка, що демонструє комплекс зв'язків між природою та діяльністю людини — звивисті природні водні шляхи та геометричний парковий ландшафт, поєднання сільського та міського середовища, між лісами та архітектурою палацових будівель. Триста років розвитку ландшафту під наглядом монархії, палацовий комплекс «демонструє еволюцію концепцій від гуманізму та політичної централізації, до характеристик французького саду бароко 18 ст., до міського стилю життя, який розвився поруч з наукою про акліматизацію рослин та тваринництва в епоху Просвітництва».

## Історія

### XVI-XVIII століття
Коли імператор Карл V почав цікавитися розбудовою Аранжуеса як королівської вілли з великим мисливським заповідником, він оселився, як і Філіп Красивий у 1501 році, у старому палаці Маестро де Сантьяго.
Він був побудований за наказом Філіпа II, який доручив проєкт архітектору Хуану Баутісті де Толедо, який помер під час будівництва, а його учневі Хуану де Еррера було доручено завершити роботу. Протягом 17 століття роботи були зупинені до часів Фернандо VI, коли було здійснено значне розширення, яке продовжив Карлос III, наділивши його крилами, що оточують плац, як його можна побачити сьогодні. Менший палац, так званий Каса-дель-Лабрадор, розташований за межами огорожі, утворюючи частину Принц-саду.

### XIX століття
З історичного погляду, 25 вересня 1808 року в каплиці Королівського палацу Аранхуес перед монсеньйором Хуаном Ацикло де Віра, архієпископом Лаодикії, була офіційно сформована Верховна і панівна Центральна Хунта Королівства. Центральна Рада складалася з депутатів від Верховних Рад столиць старих королівств, як було вирішено на засіданні, що відбулося напередодні в готелі, де зупинився граф Флоридабланка, який згодом стане президентом Ради.

## Садово-палацовий комплекс
Будівництво палацу було замовлено королем Філіпом II. Його архітектором виступив Хуан Баутіста де Толедо, якого пізніше змінив Хуан де Еррера, що також спроектував Ескоріал. Палац був завершений під час правління короля Фердинанда VI в середині 18 ст.; пізніше король Карл III добудував до палацу два крила.
Величезні сади, які були створені щоб позбавити мешканців палацу від пилюки та посухи іспанського плато завдяки використанню води з розташований поручи річок Тагус (Тежу) та Харама, є найбільш значущими садами Іспанії періоду династії Габсбургів. Сад острову (ісп. Jardín de la Isla) розташований на рукотворному острові, оточеному річкою Тагос та каналом Ріа.
Сад Принца (ісп. Jardín del Príncipe) включає маленький палац Каса дель Лабрадор (ісп. Casa del Labrador), збудований для короля Карла IV) та Музей королівських барж (ісп. Museo de las Falúas Reales), в якому розміщена найважливіша існуюча колекція іспанських королівських барж насолод.
Художні та історичні колекції палацу включають і «Музей палацового життя», колекція якого дає уявлення про щоденне життя іспанських монархів.

## В мистецтві
«Аранхуеський концерт» (ісп. Concierto de Aranjuez))  — композиція для класичної шестиструнної гітари та оркестра, написана іспанським композитором Хоакіном Родріго, натхненним палацовими садами. Ця музична праця намагається провести слухача по садах звуками природи в період, коли була написана.

## Галерея

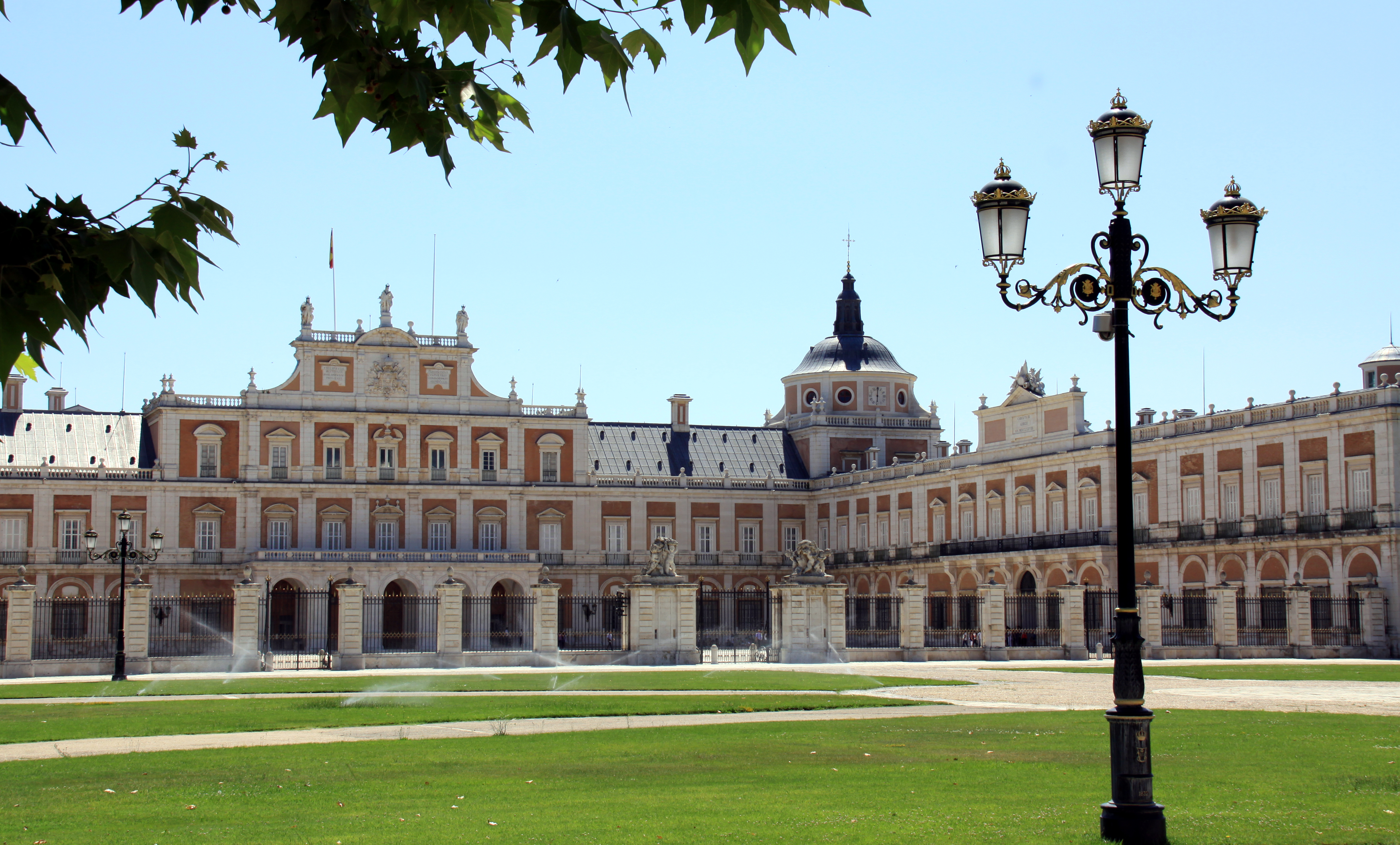
Королівський палац.
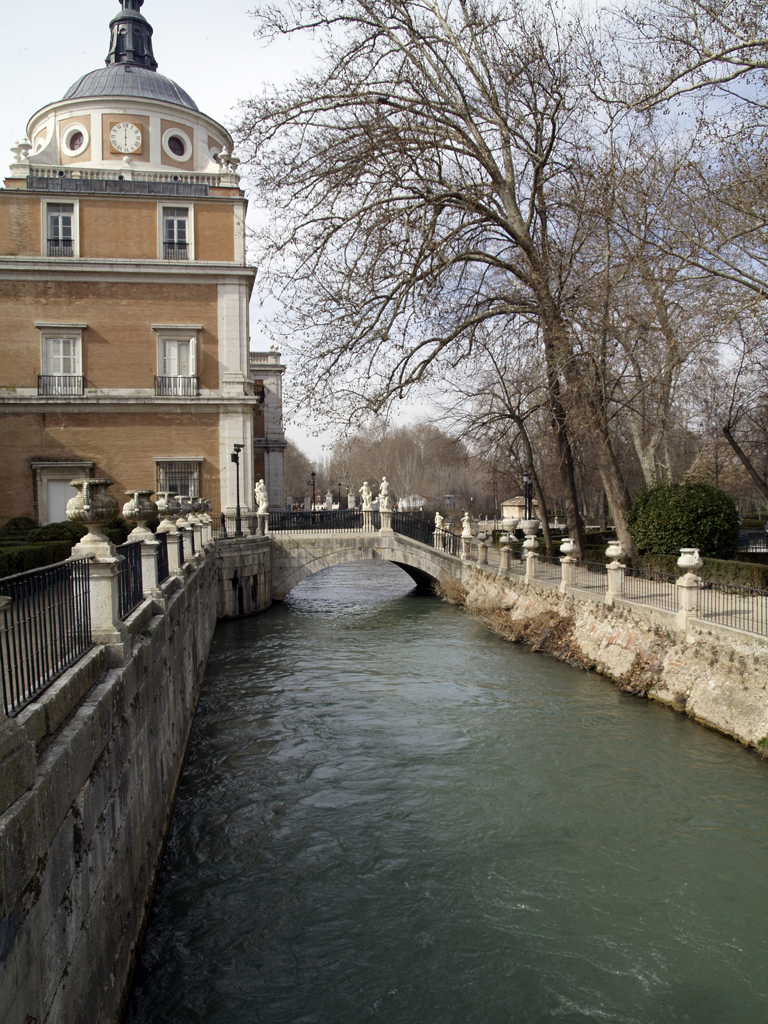
Канал Ріа.
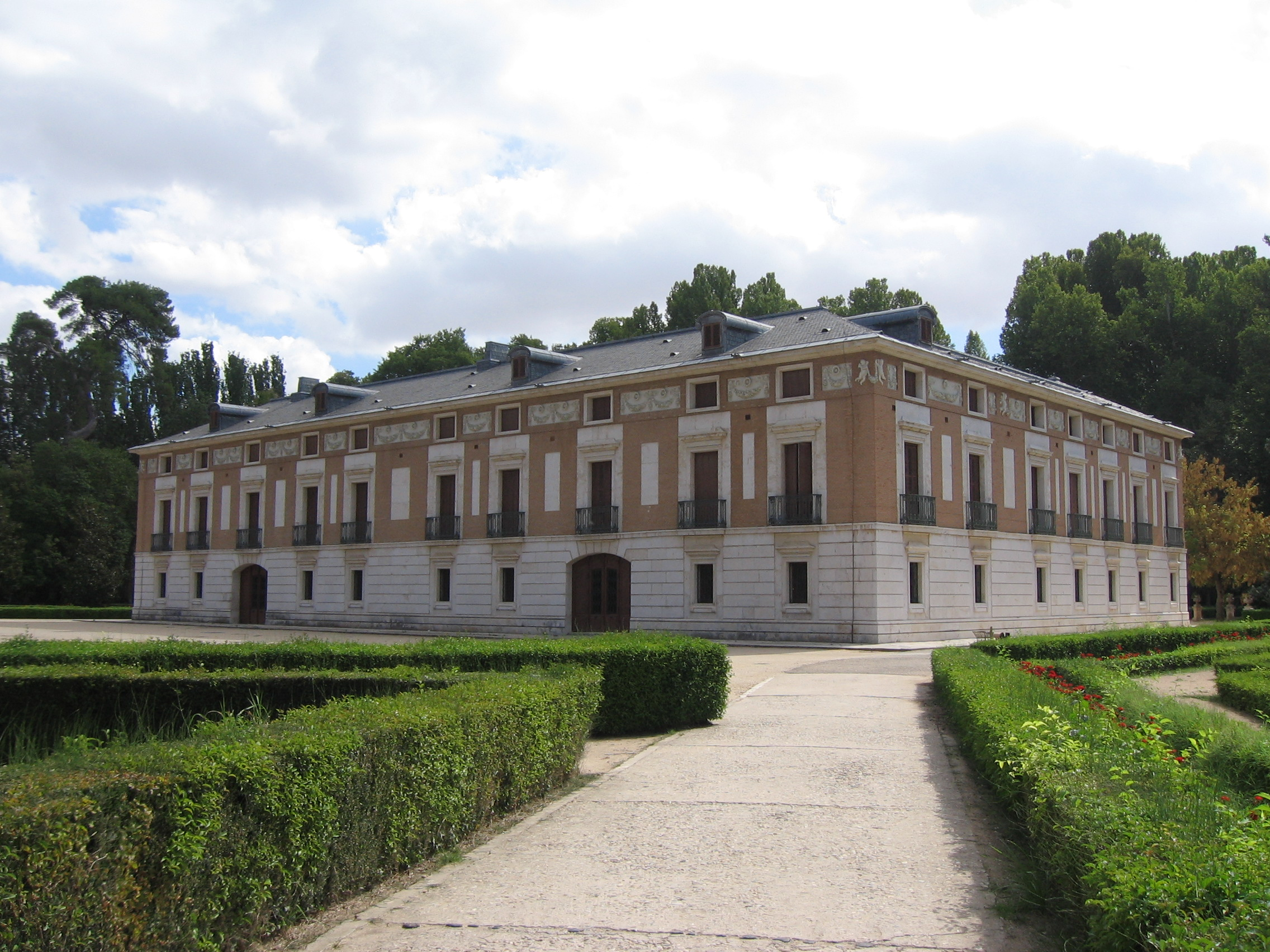
Задній фасад Каса дель Лабрадор
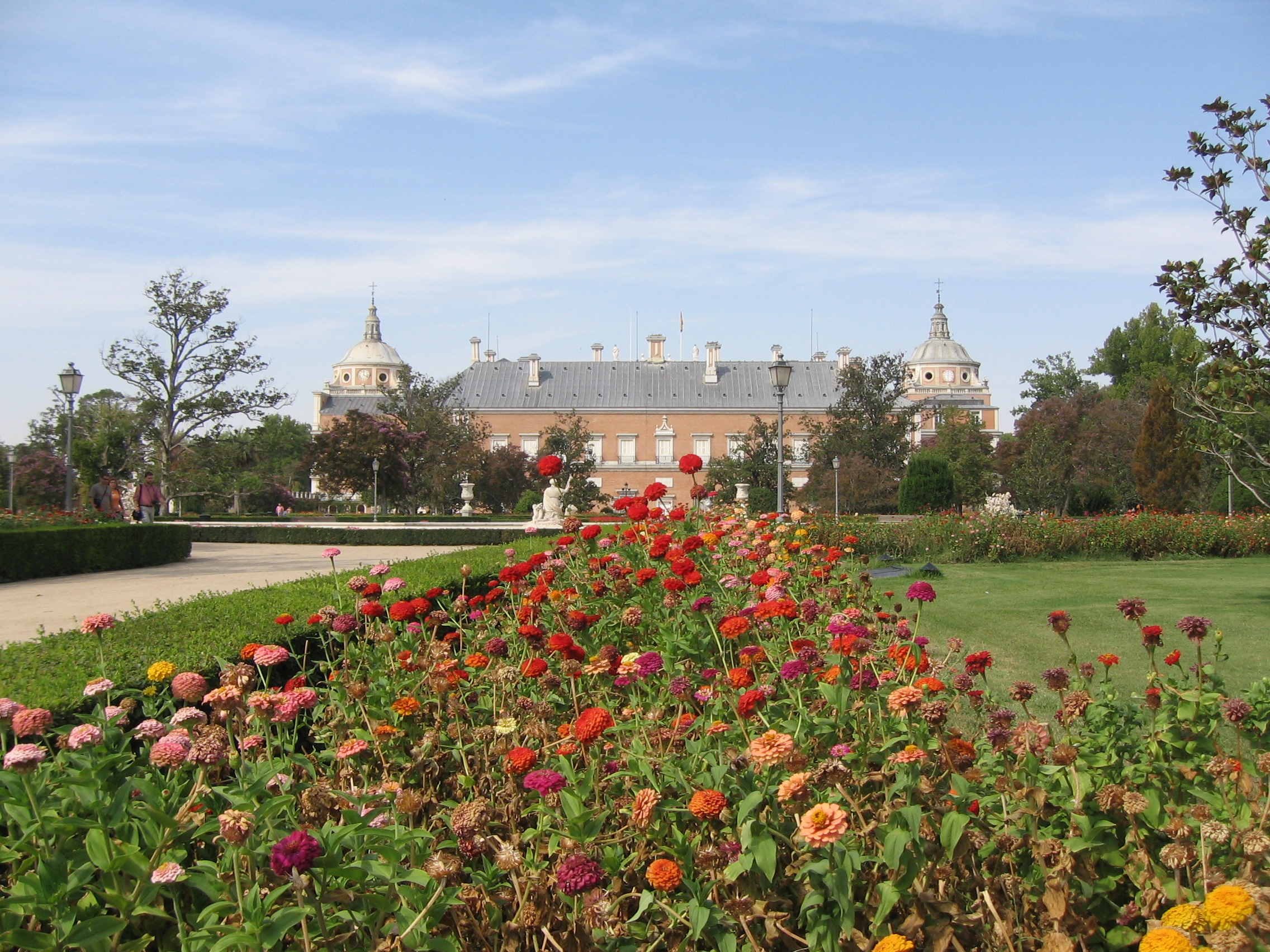
Східний фасад.
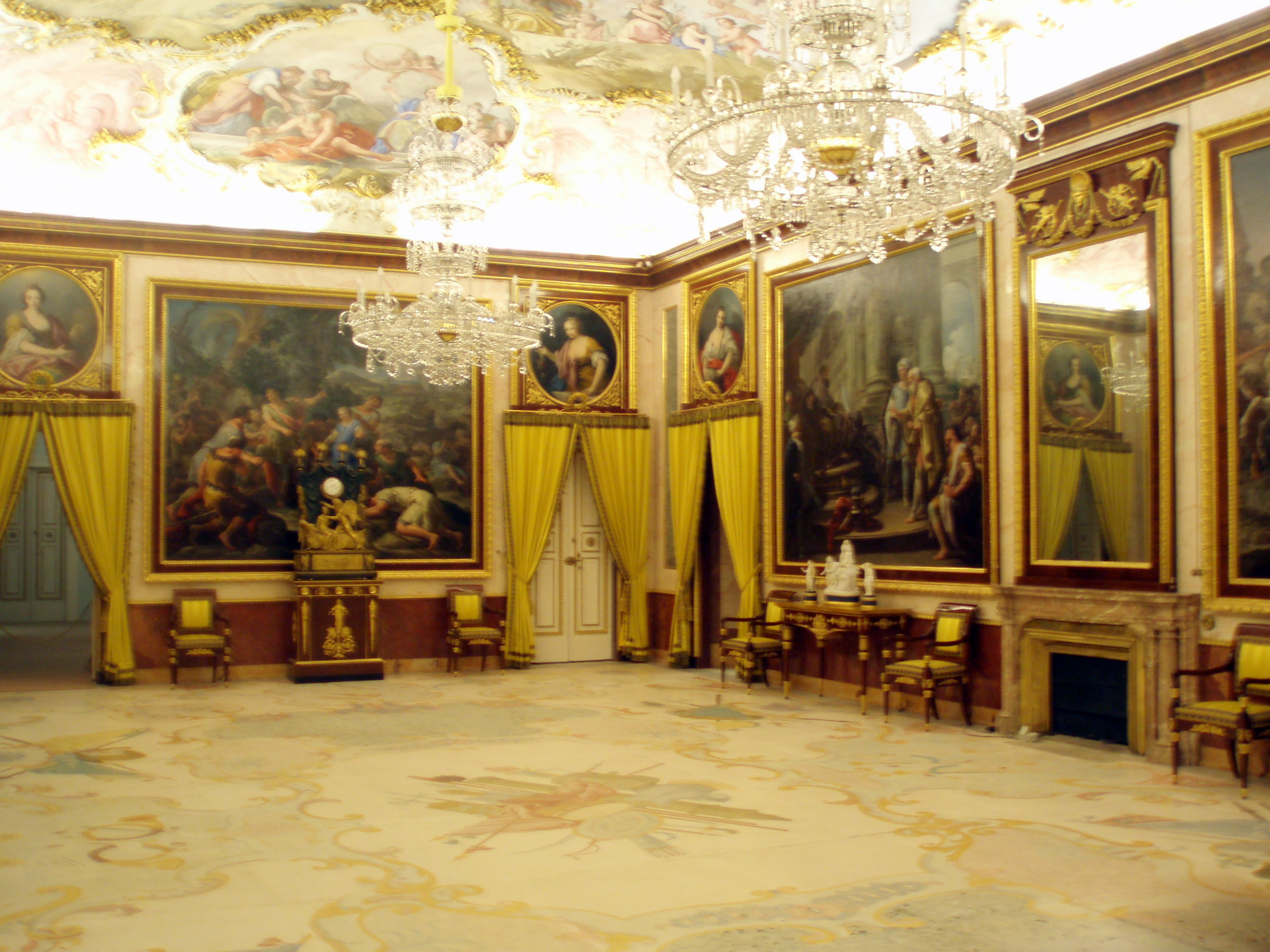
Кімната палацу.
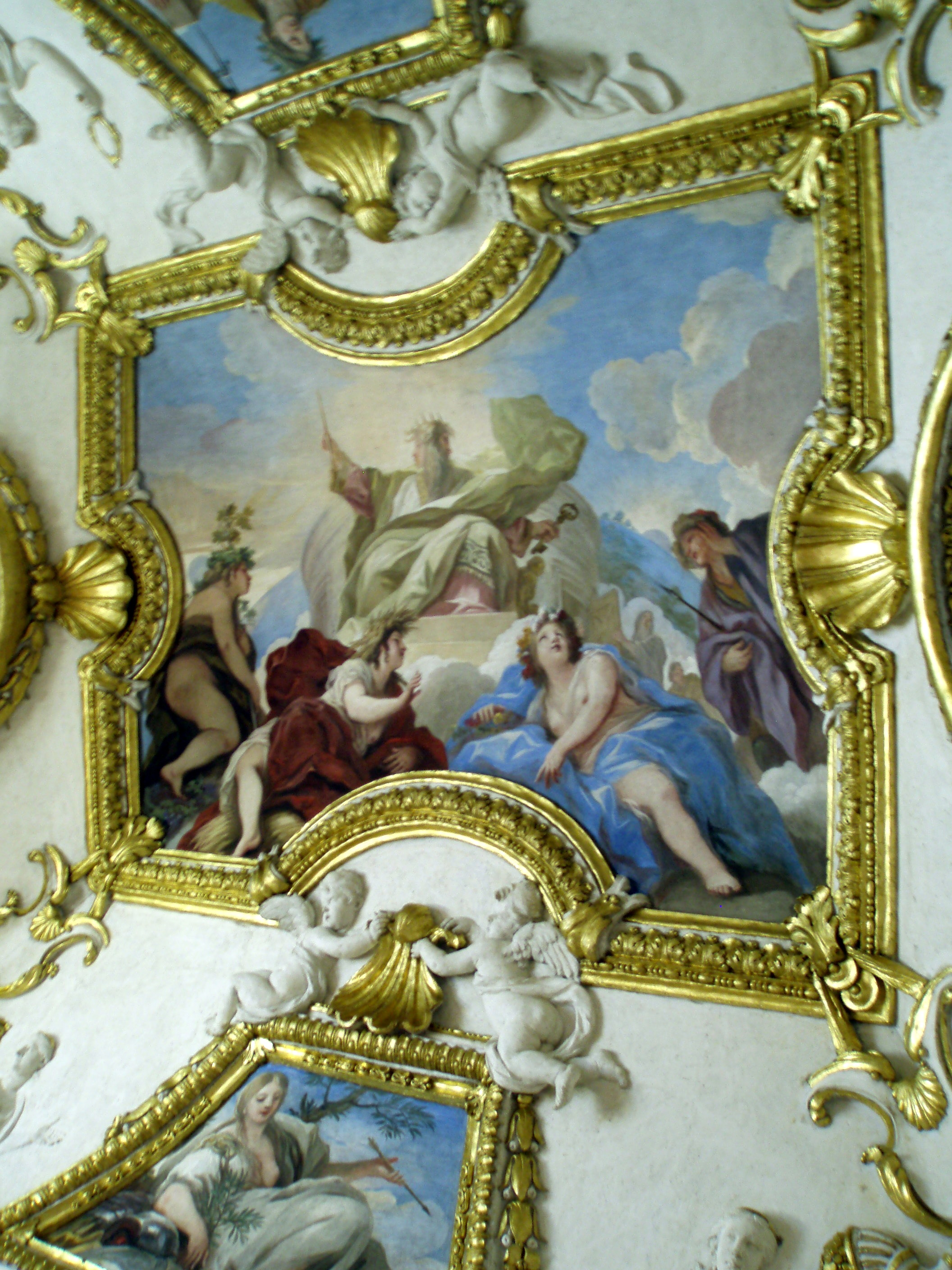
Деталь інтер'єру.
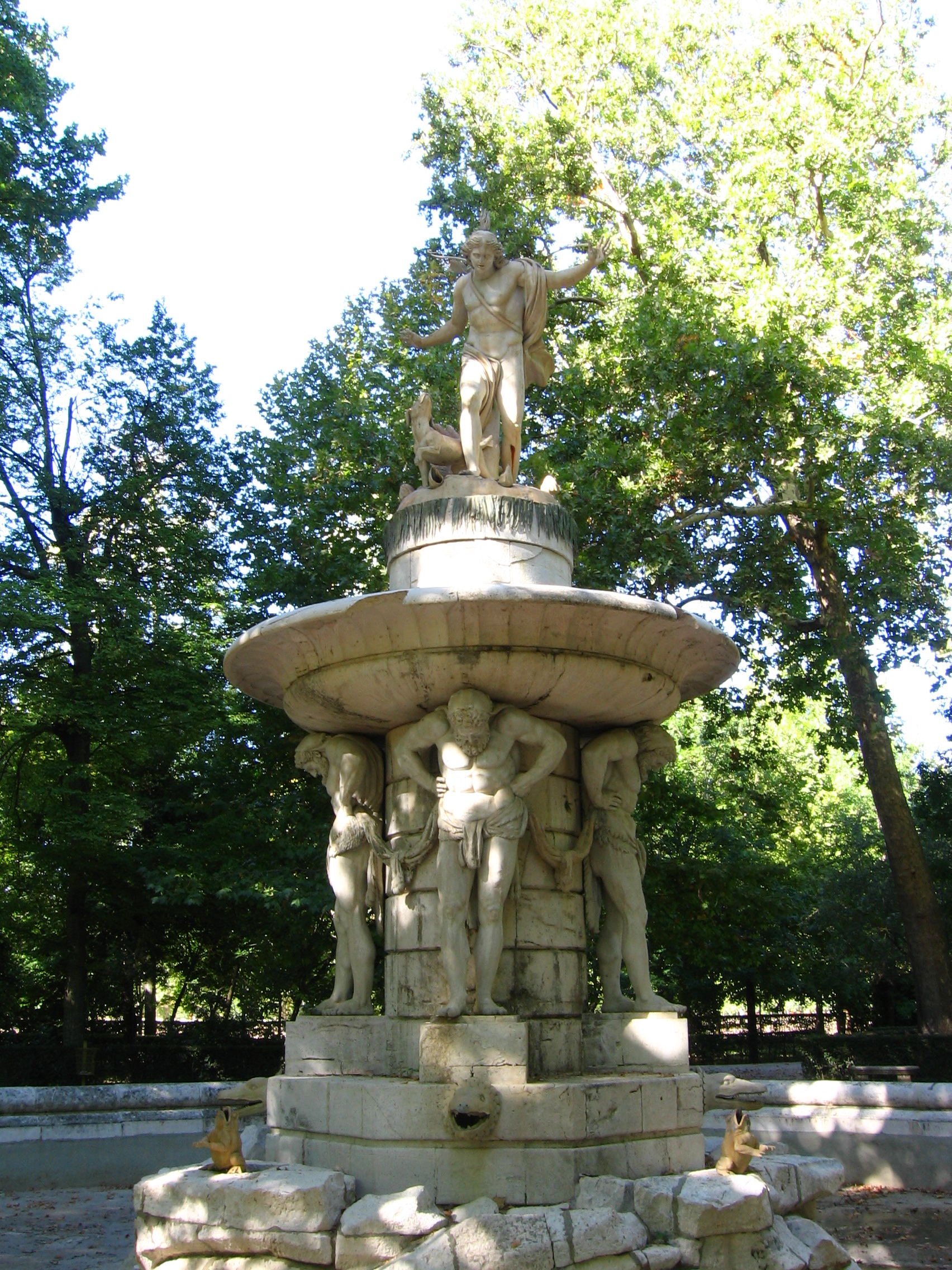
Фонтан Нарциса у саду Принца.
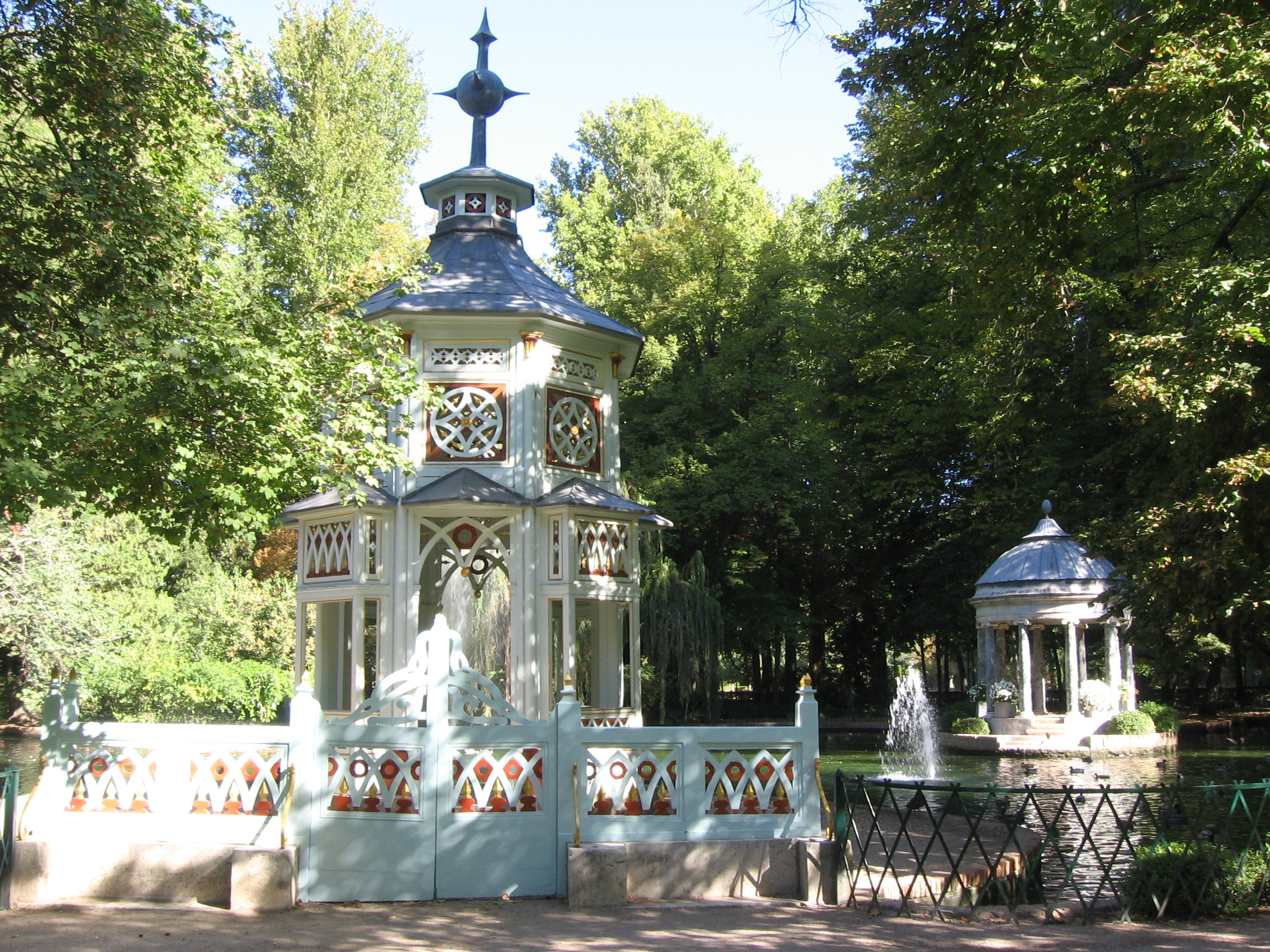
Китайські альтанки у саду Принца.
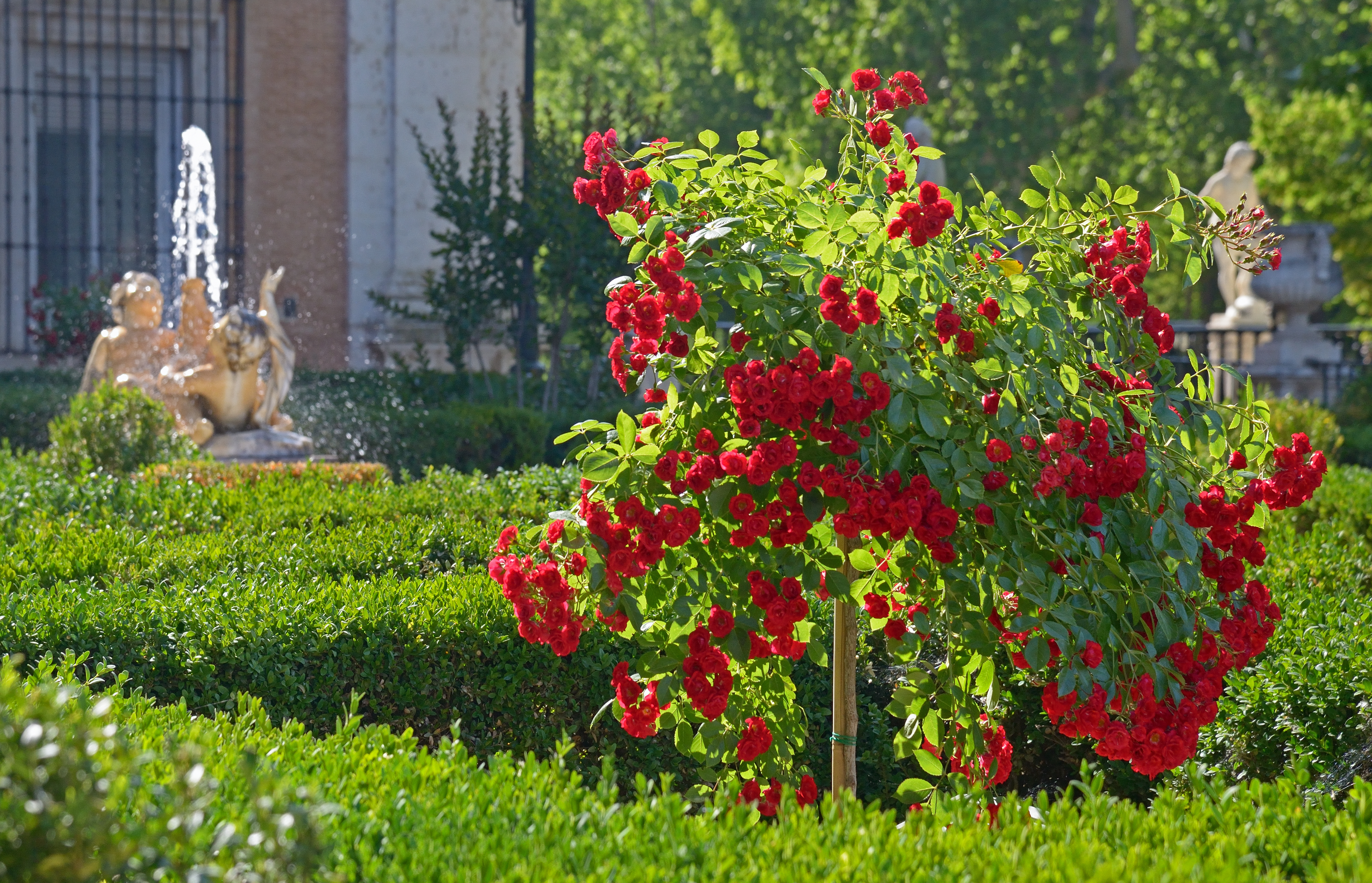
У палацовому саду.